# Štefanovičová
Štefanovičová (in ungherese Tarány) è un comune della Slovacchia facente parte del distretto di Nitra, nella regione omonima.